# André-Benoît-François-Hyacinthe Le Berthon
André Benoît François Hyacinthe Le Berthon (n. 7 ianuarie 1713, Bordeaux, Franța – d. 17 aprilie 1800, Paris, Prima Republică Franceză) este un politician francez născut la 7 ianuarie 1713 la Bordeaux (Gironde) și decedat la 17 aprilie 1800 la Paris. 
Primul președinte al Parlamentului de la Bordeaux la moartea tatălui său în august 1766.
Simon-Antoine Delphin de Lamothe, admis în Parlamentul Bordeaux la vârsta de 18 ani. Plăcerea de a-și râs colegii de la Palais provoacă proteste puternice pentru a-l aduce pe primul președinte André-Benoît-François-Hyacinthe Le Berthon să intervină.
A fost primit la Bordeaux Masonic Lodge La Française în 1773 și a fost perpetuu venerabil din 1779.
În august 1787, Parlamentul de la Bordeaux, după ce a preluat apărarea poporului împovărat cu taxe, a fost din nou exilat la Libourne. Regele Ludovic al XVI-lea, temându-se din nou de revolte, a fost de acord să revină în Parlament în august 1788.
A fost membru al nobilimii la Estates General din 1789, arătându-se deschis reformelor. 